# 北戸忠
北戸 忠（きたど ただし、1961年1月7日 -  ）は大阪府出身の元プロ野球選手（投手）。

## 来歴・人物
北陽高等学校から1978年ドラフト外で横浜大洋ホエールズに入団。一軍出場は無いまま1981年に引退。

## 詳細情報

### 年度別投手成績
- 一軍公式戦出場なし

### 背番号
- 56 （1979年 - 1981年）
- 87 （1982年 - 1985年）